# Douglasia beringensis
Douglasia beringensis är en viveväxtart som beskrevs av S. Kelso, B.A. Jurtzev och D.F. Murray. Douglasia beringensis ingår i släktet Douglasia och familjen viveväxter. Inga underarter finns listade i Catalogue of Life.